# ひまわり (福原美穂の曲)
「ひまわり」は、福原美穂の2作目のシングル。2008年7月16日発売。

## 収録曲
1. ひまわり
  - 作詞：福原美穂／作曲：福原美穂、山口寛雄／編曲：皆川真人
  - 北海道テレビ『おにぎりあたためますか』13代目エンディングテーマ
2. Everybody Needs Someone
  - 作詞：福原美穂、mavie／作曲・編曲：Nina Woodford、Fraser T. Smith
3. No Warning（When You're Hit By Love）
  - 作詞・作曲：Tracy Ackerman、Andy Watkins、Paul Wilson
4. ひまわり -instrumental-